# Richard Anthony Salisbury
Richard Anthony Salisbury -originàriament anomenat Richard Markham- (Leeds, Anglaterra, 2 de maig de 1761 – 23 de març de 1829) va ser un botànic britànic membre de la Royal Society.
Richard Anthony Markham assistí a la Universitat d'Edinburgh—possiblement va ser alumne de John Hope—i va ser amic de James Edward Smith. Richard canvià el seu cognom pel de Salisbury per conveniència econòmica segons va dir en la seva correspondència amb el botànic Joseph Banks.
Salisbury es va casar el 1797 i pocs anys més tard es va separar i entrà en fallida econòmica essent finalment arrestat per deutes. El 1802 es va recuperar econòmicament i aleshores va fundar jardins a la finca de Chapel Allerton, prop de Leeds i comprà la finca de Peter Collinson, anomenada Ridgeway House.
Salisbury contribuí a Plantarum Guianæ Icones de Edward Rudge (1805–7) i va fer descripcions a Paradisus Londinensis (1806–9), el nom del gènere Hookera honora l'il·lustrador William Hookerperò va ser rebatejat per Smith pocs anys després com Brodiaea, en honor de James Brodie of Brodie.
El 1809, ell va ser nomenat primer secretari honorari de la Horticultural Society, el seu successor Joseph Sabine va trobar que Richard havia deixat els comptes en desordre. Els jardins botànics de Richard Salisbury tenien un gran nombre de plantes rares.
Salisbury s'oposà al sistema de Carl von Linné, cosa que va fer que l'obra de Salisbury fos ignorada per molts altres botànics.
Salisbury tenia un caràcter difícil i molts botànics del seu temps el rebutjaven, tanmateix, era un botànic meticulós i va fer grans contribucions a la ciència. Va plantar pinasses (Pinus nigra) a Gran Bretanya, concretament als Kew Gardens. El seu herbari va passar també a Kew. Salisbury, al final de la seva vida, es va trobar amb Alphonse de Candolle i li va oferir la seva herència si el botànic francès adoptava el cognom 'Salisbury'.
Quan Salisbury morí els seus manuscrits van ser en part publicats per John Edward Gray a Genera Plantarum i la resta dels documents van ser dipositats al Museu Britànic.
Salisbury va ser acusat de fer plagi (de l'obra de Robert Brown) i va caure en l'ostracisme dels cercles botànics, les seves publicacions foren en gran part ignorades durant la seva vida.

## Obres publicades
- Icones Stirpium rariorum, 1787
- Prodromus Stirpium in horto ad Chapel Allerton, 1796
- Dissertatio botanica de Erica, 1800
- Genera of Plants, 1866, edited by J. E. Gray.